# Травяное
Травяное — село в Шумихинском районе Курганской области. До преобразования в июле 2020 года муниципального района в муниципальный округ административный центр Травянского сельсовета.

## Географическое положение
Село Травяное расположено в северо-восточной части Шумихинского района в 45 километрах от города Шумиха на берегу озера Травяное и в 5 километрах южнее озера Щучье.

## История
До 1917 года входило в состав Шаламовской волости Челябинского уезда Оренбургской губернии. По данным на 1926 год село Травянское состояло из 240 хозяйств. В административном отношении являлось центром Травянского сельсовета Воскресенского района Челябинского округа Уральской области.

## Население
| 1989 | 2002 | 2010 |
| ---- | ---- | ---- |
| 557  | ↘438 | ↘309 |

По данным переписи 1926 года в селе проживало 1174 человека (564 мужчины и 610 женщин), в том числе: русские составляли 100 % населения.

## Предприятия и организации
- «Травянская основная общеобразовательная школа» (с. Травяное, ул. Степная — 1)

## Улицы
Уличная сеть села состоит из 6 улиц: Береговая, Ключевая, Молодёжная, Степная, Центральная, Школьная.